# 日内瓦纹

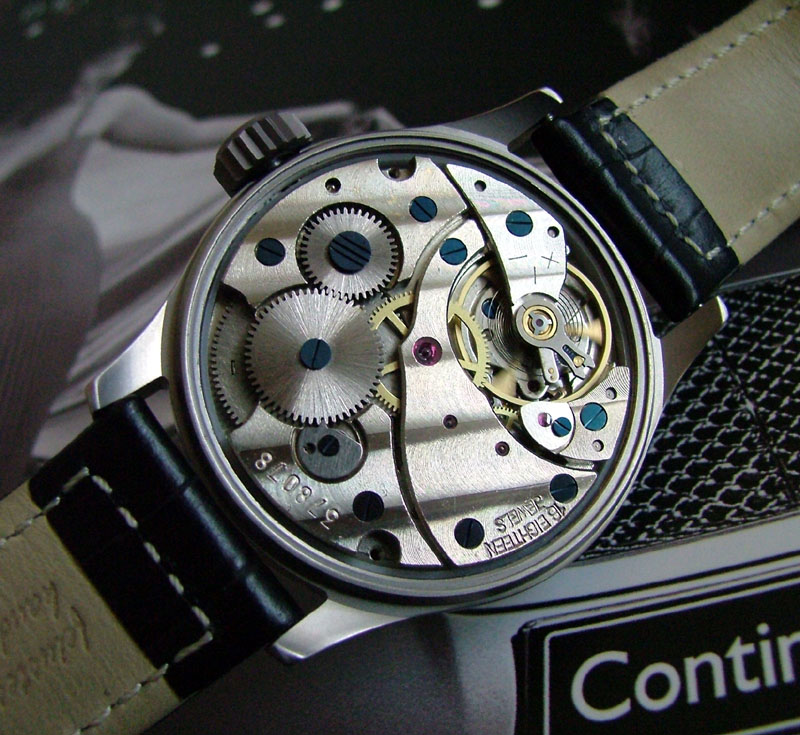
一块机芯上的日内瓦纹打磨成条形状。

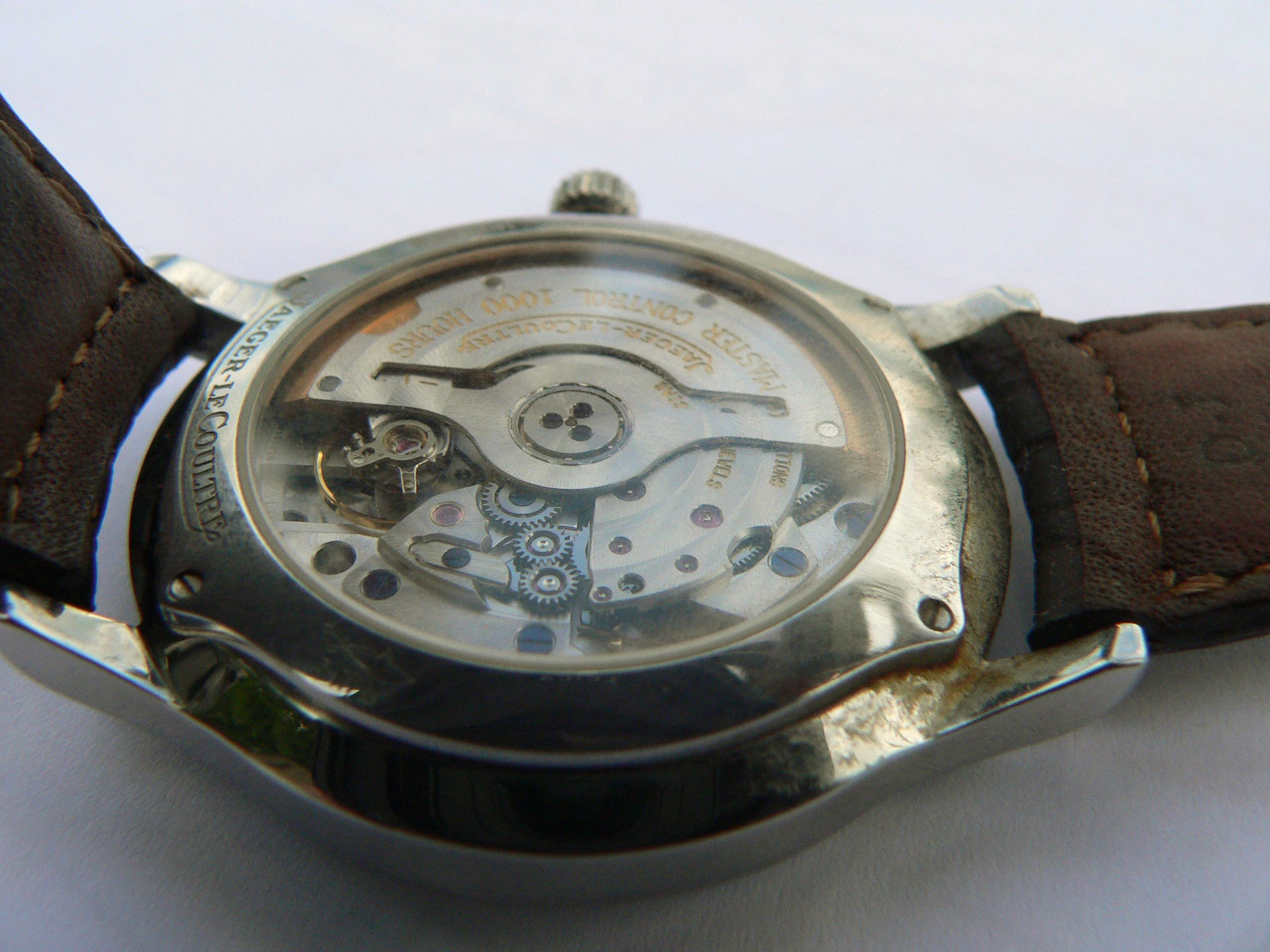
一块积家机芯上的日内瓦纹呈环形波纹。

日内瓦纹（Côtes de Genève）是一种自动机械表和手动机械表机芯上常见的打磨抛光方式，主要功能为增加机芯的美观度。最常见的日内瓦纹呈现一种肋骨形状的宽直条纹，因其颇似波光粼粼的日内瓦湖湖面得名。

## 打磨方式
打磨日内瓦纹通常需要先把机芯高度抛光，固定在磨床上，然后涂上特制的磨膏，根据不同的打磨方式磨出花纹。

## 种类
一般有三种日内瓦纹的打磨方式，条形波纹、环形波纹和放射形波纹。常见于机芯外表。
除此以外，还有一种机芯的打磨方式成为鱼鳞纹，常见于机芯内部的夹板上。

## 命名
个别厂商对于日内瓦纹有不同的命名。例如德国的制表商格拉苏蒂在宣传中将日内瓦纹称为“格拉苏蒂纹”。